# Tharald Blanc
Tharald Høyerup Blanc, född 1838, död 1921, var en norsk teaterhistoriker.
Blanc var høysterettssekreterare, och skrev teater- och litteraturkritik i olika tidningar och tidskrifter, bland annat Aftenposten och utgav värdefulla teaterhistoriska arbeten, bland annat Norges förste nationale scene (1884), Christiania theaters historie (1899), och Henrik Ibesen og Christiania theater 1850-1899 (1906).